# Richelle Plantinga
 (janvier 2019).
Si vous disposez d'ouvrages ou d'articles de référence ou si vous connaissez des sites web de qualité traitant du thème abordé ici, merci de compléter l'article en donnant les références utiles à sa vérifiabilité et en les liant à la section « Notes et références ».
Pour les articles homonymes, voir Plantinga.
Richelle Plantinga, née le 14 juillet 1999 à Zandvoort,, est une actrice néerlandaise.

## Filmographie

### Cinéma et téléfilms
- 2007 : Van Speijk : Mieke Gorris
- 2010 : Verborgen gebreken (nl) : Sofia
- 2011 : De geheimen van Barslet (nl) : Tessa Haberkorn
- 2014 : Flikken Maastricht : Roxanne
- 2015 : Rise Above (nl) : La fille
- 2015 : Gips (nl) : Juul
- 2016 : A'dam - E.V.A. (nl) : Milena, la fille de la barbe à papa
- 2016 : Horizon : Laura
- 2016-2017 : Flikken Rotterdam (nl) : Tess Berg
- 2017 : Suspects : Emma
- 2018 : Zomer in Zeeland (nl) : Nina Beuker
- 2018 : GIPS : Nikki
- 2018 : Never Forget : Sharon
- 2018 : Klemvast : Maxime